# Планета пиратов (трилогия)
«Планета пиратов» — научно-фантастическая трилогия, вторая часть цикла романов «Ирета» американской писательницы Энн Маккефри, написанная в соавторстве с Элизабет Мун и Джоди Линн Най. Три романа опубликованы в мягкой обложке издательским домом Baen Books в 1990 и 1991 годах, несмотря на то, что издательство Doubleday выпускала издание в твёрдой обложке в течение нескольких месяцев. Baen Books также выпустило в 1993 году 890-страничное omnibus-издание, озаглавленное «The Planet Pirates».
Действие трилогии происходит в вымышленной вселенной и частично на вымышленной планете Ирета, которую Маккефри создала в романе «Планета динозавров» 1978 года, изданном Orbit Books и Del Rey Books. Продолжение последовало в романе «Планета динозавров» 1984 года, а Doubleday SFBC в 1985 году издало 376-страничную omnibus-версию из двух романов дилогии The Ireta Adventure. Каталоги ISFDB относят все 5 романов как входящие в цикл Ирета.
Трилогия шире раскрывает мир космической Федерации Планет, упоминаемой в дилогии «Планета динозавров», охватывая большее количество планет, социальных сфер и разумных рас. В этой серии продолжают подниматься вопросы о толерантности и взаимодействии между различными видами разумных существ.

## Книги трилогии

### «Сассинак»
Роман «Sassinak» был написан Энн Маккефри в соавторстве с Элизабет Мун и был издан в марте 1990 года. В России роман был опубликован в 1997 году издательством Центрполиграф в серии «Крестоносцы космоса» под названием «Космические пираты. Сассинак», без указания соавтора на обложке.
Описание сюжета
Космические пираты, обманув опознавательные службы космодрома одной из отдаленных планет Галактики, выбрасывают десант, состоящий из отъявленных убийц, которые знают цену неудачи — в Федерации Обитаемых планет наказание одно — чистка мозгов, поэтому свидетелей уничтожают. В жестокой неравной схватке погибают почти все жители колонии, лишь нескольких детей увозят в рабство. Спустя годы одна из них, девочка по имени Сассинак, в чьей памяти не стерлись жуткие воспоминания, решает мстить. Храбрая, сильная, изобретательная, она оканчивает Академию Флота и с первого же рейда вступает в жестокую схватку с космическими пиратами.

### «Смерть по имени сон»
Роман «The Death of Sleep» был написан Энн Маккефри в соавторстве с Джоди Линн Най и был издан в июле 1990 года. В России роман был опубликован в 1998 году издательством Центрполиграф в серии «Крестоносцы космоса» под названием «Смерть по имени сон», без указания соавтора на обложке.
Описание сюжета
Одна космическая авария находится в пределах допустимого. Две говорят о гибельном невезении. Лунзи не повезло — уже два раза ей пришлось пережить катастрофы, погружаясь ради спасения в «холодный сон» на многие годы. В результате она оказалась оторвана от мира, от друзей, от родной дочери, да и к тому же втянута в политические интриги. Полагая, что на исследовательском корабле, по много лет не возвращающемся в обитаемые миры, будет безопасно, Лунзи соглашается отправиться на нем в глубины неизведанного космоса.
Но только оказавшись на таинственной планете Ирета, Лунзи понимает, что ей не удалось сбежать ни от политики, ни от Рока, и впереди её ждет ещё один многолетний сон, похожий на смерть.

### «Поколение воинов»
Роман «Generation Warriors» был написан Энн Маккефри в соавторстве с Элизабет Мун и был издан в марте 1991 года. В России роман был опубликован в 1998 году издательством Центрполиграф в серии «Крестоносцы космоса» под названием «Космические пираты. Поколение воинов», без указания соавтора на обложке.
Роман «Поколение воинов» завершает трилогию «Планета пиратов» и цикл «Ирета».
Описание сюжета
Никто не ожидал, что на отдалённой планете под названием Ирета, встретятся такие необычные женщины, как капитан военного космического крейсера «Заид-Даян» — Сассинак и её пропавшая в далеком прошлом прабабушка — доктор Лунзи. Но времени радоваться воссоединению нет. Нити межпланетного заговора стягиваются в одни клубок. Флот враждебной расы инопланетян собирается захватить Федерацию Обитаемых Планет. Агенты космических пиратов проникли в Центр. Вызов заговорщикам бросает экипаж крейсера Сассинак.